# Carl Friedrich Löbbecke

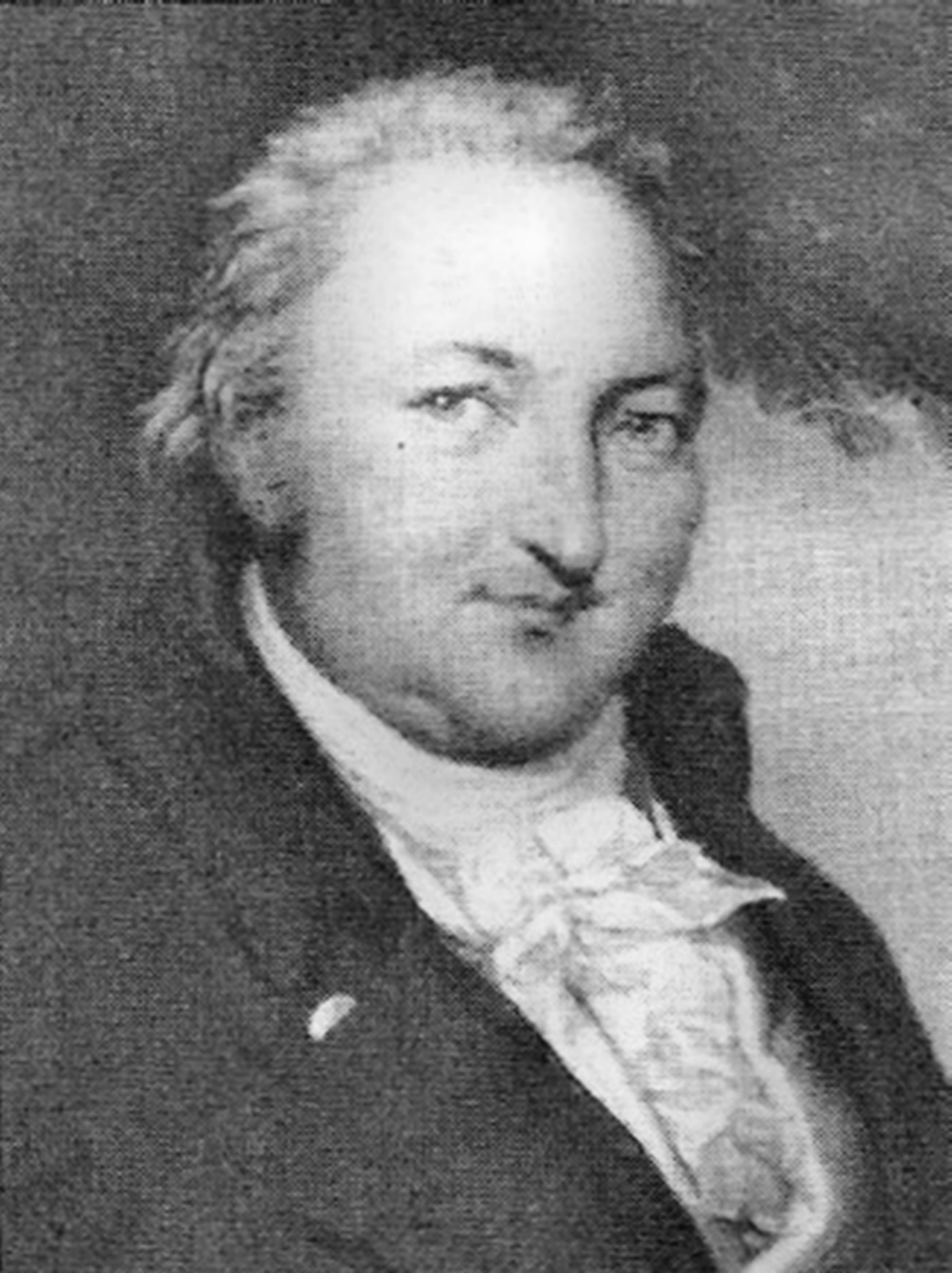
Carl Friedrich Löbbecke

Carl Friedrich Löbbecke (* 30. September 1768 in Braunschweig; † 18. August 1839 ebenda) war Kaufmann, Bankier und Inhaber von Löbbecke & Co.
Carl Friedrich Löbbecke wurde als Sohn des Braunschweiger Kaufmanns Johann Melchior Löbbecke (1728–1783) und seiner Frau Anna Dorothea, geborene Krause (1744–1795) geboren. Sein Vater war Gründer des braunschweigischen Bankhauses Löbbecke & Co. (heute: Bankhaus Löbbecke), für das er seit dem 10. Juni 1774 als Mitinhaber arbeitete. Mit dem Tod des Vaters übernahm er 1783 die alleinige Leitung des Unternehmens.
Am 20. Mai 1793 heiratete er in erster Ehe Adelheid Christine Scharrnbeck († 16. September 1798). Nach ihrem Tod heiratete er am 19. Januar 1801 Sophie (Christine) Hoffmeister (10. November 1772 – 1. Januar 1851), die Tochter eines Vikars.
1795 war Carl Friedrich Löbbecke Mitbegründer der Firma Löbbecke & Hollmann in Breslau. Am 1. Januar 1812 schied er zu Gunsten seines Sohnes aus der Leitung von Löbbecke & Co. aus.

## Abgeordneter
1807 bis 1813 war er für das Oker-Departement Abgeordneter der Reichsstände des Königreichs Westphalen.

## Ehrungen
Carl Friedrich Löbbecke war Vorsitzender der Reformierten Gemeinde Braunschweigs. Am 1. Januar 1835 wurde er als Ritter des Ordens Heinrichs des Löwen ausgezeichnet.